# 보공석
보공석(중국어 정체자: 輔公祏, 간체자: 辅公祏, 병음: Fǔ Gōngshí 푸궁스[*], ?~624년)은 중국 수말당초 시기의 군웅이다. 동향인 두복위 휘하로 활동하여 이자통을 격파했다. 이후 두복위와 함께 당나라에 항복했으나 623년에 단양(丹楊, 지금의 장쑤성 난징시)을 근거지로 하여 국호를 송(宋)이라 칭하고 반란을 일으켰다. 이듬해인 624년에 이효공에 의해 반란이 진압되고 사로잡혀 처형되었다.